# Station Cuinchy
Station Cuinchy is een spoorwegstation in de Franse gemeente Cuinchy aan de lijn van Station Lille-Flandres naar Abbeville en wordt bediend door treinen van TER Nord-Pas-de-Calais.